# 七森中♪うたがっせん
『七森中♪うたがっせん』（ななもりちゅううたがっせん）は、テレビアニメ『ゆるゆり』のライブイベント、およびそれを収録したライブBlu-ray Disc、DVD。

## 概要

### イベント概要
2012年（平成24年）6月17日にパシフィコ横浜国立大ホールで開催された。昼の部と夜の部の全2公演で総動員数は10,000人（昼・夜の部各5,000人）。
出演者として主要担当声優9人が出演し、主題歌やキャラクターソングのライブステージのほか、コール&レスポンスも行われた。
主題歌やキャラクターソング27曲とアンコール2曲、ガンボーズによる謎のショーダンス1曲を含めた全30曲が披露された。このイベントのために京子と綾乃のデュエット曲である『Miracle Duet』が製作された。
公演時間は昼・夜の部共に当初予定していた2時間を大幅に超え、1時間押しの約3時間となった。

### エピソード
ステージ衣装は七森中の制服だけでなく、楽曲によっては衣装替えがあった。途中、出演者による手書きメッセージが印刷されたハートマーク形ボード（発泡スチロール製）が会場に撒かれた。昼公演の自己紹介では、杉浦綾乃役の藤田咲が「歳納…じゃなくて」と自身の役名を間違え会場をおおいに沸かせた。藤田は前回の「七森中♪りさいたる」でも同様の間違いをしている。
今回のライブについて津田美波は「うたがっせんは(2期の)前座」と言い、大坪由佳は「1期の集大成」と言った。また、藤田咲は昼公演について「ジャブ」と言いたかった所を「ジョブ」と言い間違え照れ笑いした。
豊崎の代役として出演した倉口桃は今回が声優になって初めてのライブイベントだったという。MCでは「皆さんと結婚したい」と発言し感涙した。自身のブログでは今回のイベントに出演できた事について嬉しさと感謝の弁を綴っている。
会場には杉田智和と思われる人物からお祝花が届いており、自身が『妖狐×僕SS』で演じていたキャラの口調で「自ら食べたいと言うなかなかのS! だがSM判定して欲しかったというMっ気もあるので、ゆるいSだ! 悦いぞ悦いぞ〜!」というメッセージが書かれていた。
夜の部公演終了後、場内に「ゆりゆららららゆるゆり大事件」のインストが流れ始めると、観客ほぼ全員で大合唱が起きた。

### ライブ・ビデオ概要
上記イベントを収めたBlu-ray Disc、DVDが2012年10月24日に発売された。DVDとBlu-ray共通の特典映像として本公演のバックステージ映像とライブパンフレット撮影のメイキング映像、「いぇす! ゆゆゆ☆ゆるゆり♪♪」、「恋のダブルパンチ」ミュージックビデオのメイキング映像を収録。
さらに音声特典として、「七森中☆ごらく部」4人のキャスト陣によるオーディオコメンタリーを収録した。また、Blu-ray初回生産特典として60ページのメモリアル・フルカラー・ブックレットおよびメモリアル・ポストカードを封入（数量限定）。

## 出演者
- 三上枝織（赤座あかり役）
- 大坪由佳（歳納京子役）
- 津田美波（船見結衣役）
- 大久保瑠美（吉川ちなつ役）
- 藤田咲（杉浦綾乃役）
- 加藤英美里（大室櫻子役）
- 三森すずこ（古谷向日葵役）
- 竹達彩奈（ミラクるん役）
- 倉口桃（池田千鶴役）

## セットリスト
セットリストは昼の部と夜の部で共通である。メドレーは無く、1曲毎にフルで歌われた。
1. ゆりゆららららゆるゆり大事件　全員Ver
歌 - 全員
2. ごらく部、愛と勇気と希望と友情のテーマ
歌 - 七森中☆ごらく部（三上枝織、大坪由佳、津田美波、大久保瑠美）
3. ゆるゆりI♥U
歌 - 七森中☆ごらく部（三上枝織、大坪由佳、津田美波、大久保瑠美）
4. ミラクる〜ん♪
歌 - ミラクるん（竹達彩奈）
5. Day by day
歌 - 古谷向日葵（三森すずこ）
6. 365コ
歌 - 大室櫻子（加藤英美里）
7. 片想い授業中
歌 - 杉浦綾乃（藤田咲）
8. 私、主役の赤座あかりです
歌 - 赤座あかり（三上枝織）
9. ごゆるりワールド
歌 - 船見結衣（津田美波）
10. ミラクるゆるくる1・2・3
歌 - 歳納京子（大坪由佳）
11. まるごと!
歌 - 吉川ちなつ（大久保瑠美）
12. Miracle Duet
歌 - 歳納京子（大坪由佳）、杉浦綾乃（藤田咲）
13. 姉のシアワセ わたしのシアワセ[注 5]
歌 - 池田千鶴（倉口桃）
14. きらいじゃないもん
歌 - 大室櫻子（加藤英美里）
15. お願い Catch me
歌 - 古谷向日葵（三森すずこ）
16. 恋の罰金バッキンガム！
歌 - 杉浦綾乃（藤田咲）
17. 恋のダブルパンチ
歌 - さくひま＊ひまさく（加藤英美里、三森すずこ）
18. 特撮ショーダンス
ダンス - ガンボーズ
19. 魔女っ娘ミラクるん♪
歌 - ミラクるん（竹達彩奈）
20. 女と女のゆりゲーム
歌 - 赤座あかり（三上枝織）、吉川ちなつ（大久保瑠美）
21. キラキラ☆everyday
歌 - 歳納京子（大坪由佳）
22. クールナンバー
歌 - 船見結衣（津田美波）
23. Lovely
歌 - 吉川ちなつ（大久保瑠美）
24. 背景
歌 - 赤座あかり（三上枝織）
25. パジャマ旅行
歌 - 歳納京子（大坪由佳）、船見結衣（津田美波）
26. Precious Friends
歌 - 七森中☆ごらく部（三上枝織、大坪由佳、津田美波、大久保瑠美）
27. マイペースでいきましょう
歌 - 七森中☆ごらく部（三上枝織、大坪由佳、津田美波、大久保瑠美）
28. ゆりゆららららゆるゆり大事件
歌 - 七森中☆ごらく部（三上枝織、大坪由佳、津田美波、大久保瑠美）
29. いぇす！ゆゆゆ☆ゆるゆり♪♪（アンコール）
歌 - 七森中☆ごらく部（三上枝織、大坪由佳、津田美波、大久保瑠美）
30. マイペースでいきましょう　全員Ver（アンコール）
歌 - 全員

### MC
1. M-3後 ： 七森中☆ごらく部MC
2. M-7後 ： 生徒会＆ミラクるんMC
3. M-12後： 全員MC、千歳（豊崎愛生）ビデオメッセージ
4. M-25後： 第2期PV、七森中☆ごらく部MC
5. M-29後： 全員MC

## 関連番組

### 「ゆるゆり」組曲『七森中♪えあがっせん』
2012年7月4日にニコニコチャンネル『ゆるゆりTV』で『七森中♪えあがっせん』が放送され、『七森中♪うたがっせん』のセットリスト通りに楽曲を配信した。基本的にCD音源を使用していたため、全員バージョンには『七森中♪うたがっせん』で不参加だった豊崎愛生（池田千歳役）の声も含まれていた。また、音源化されていない「姉のシアワセ わたしのシアワセ」も公開された。『七森中♪うたがっせん』の参加メンバーの中から、大坪由佳（歳納京子役）がサプライズゲストとして登場した。